# Rhaphidophora baeri
Rhaphidophora baeri är en insektsart som beskrevs av Bolívar, I. 1890. Rhaphidophora baeri ingår i släktet Rhaphidophora och familjen grottvårtbitare. Inga underarter finns listade i Catalogue of Life.